# Laguna de La Janda

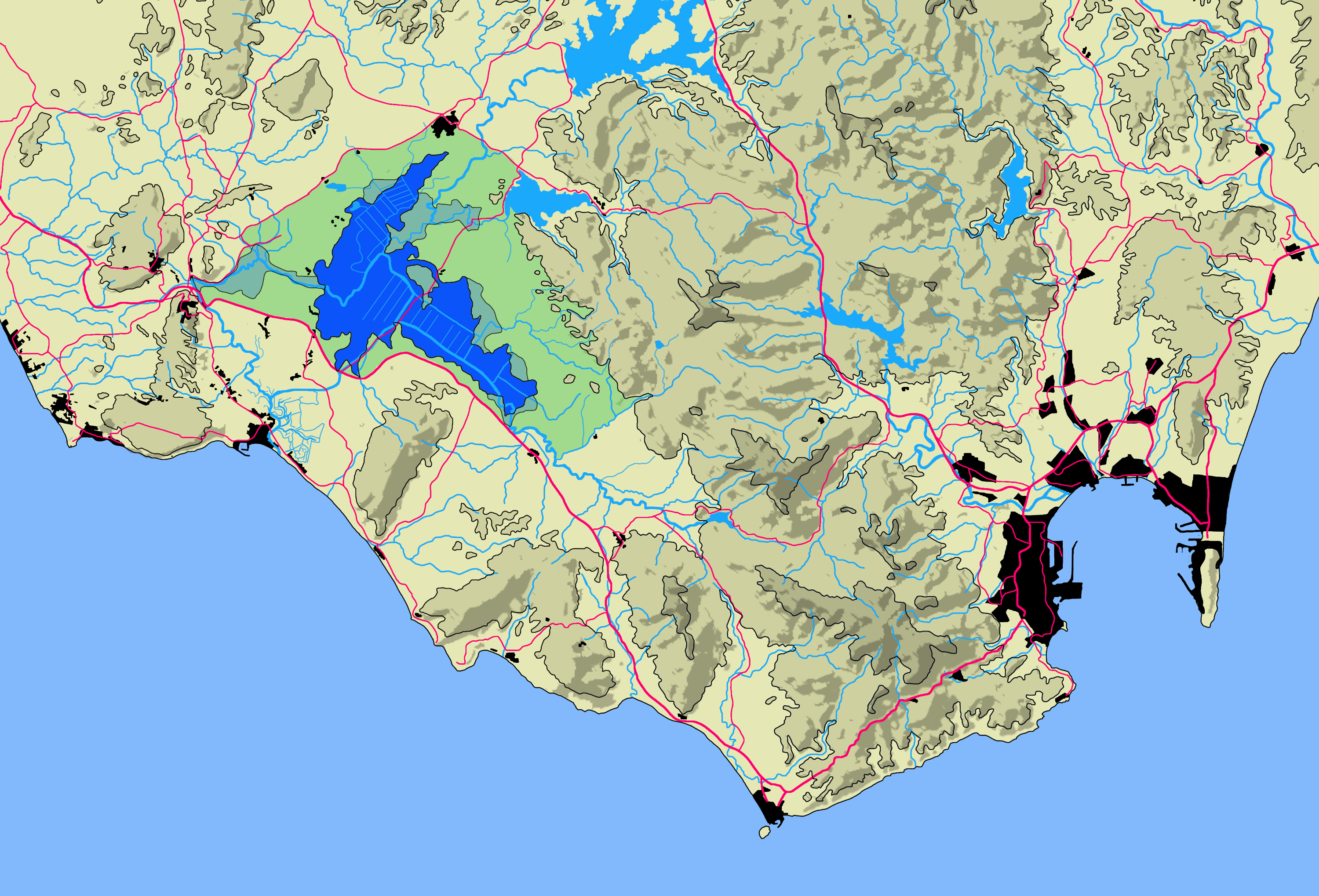
Situación aproximada de la Laguna de la Janda antes de su desecación en el sur de España.

Localización en Andalucía de la comarca de La Janda.

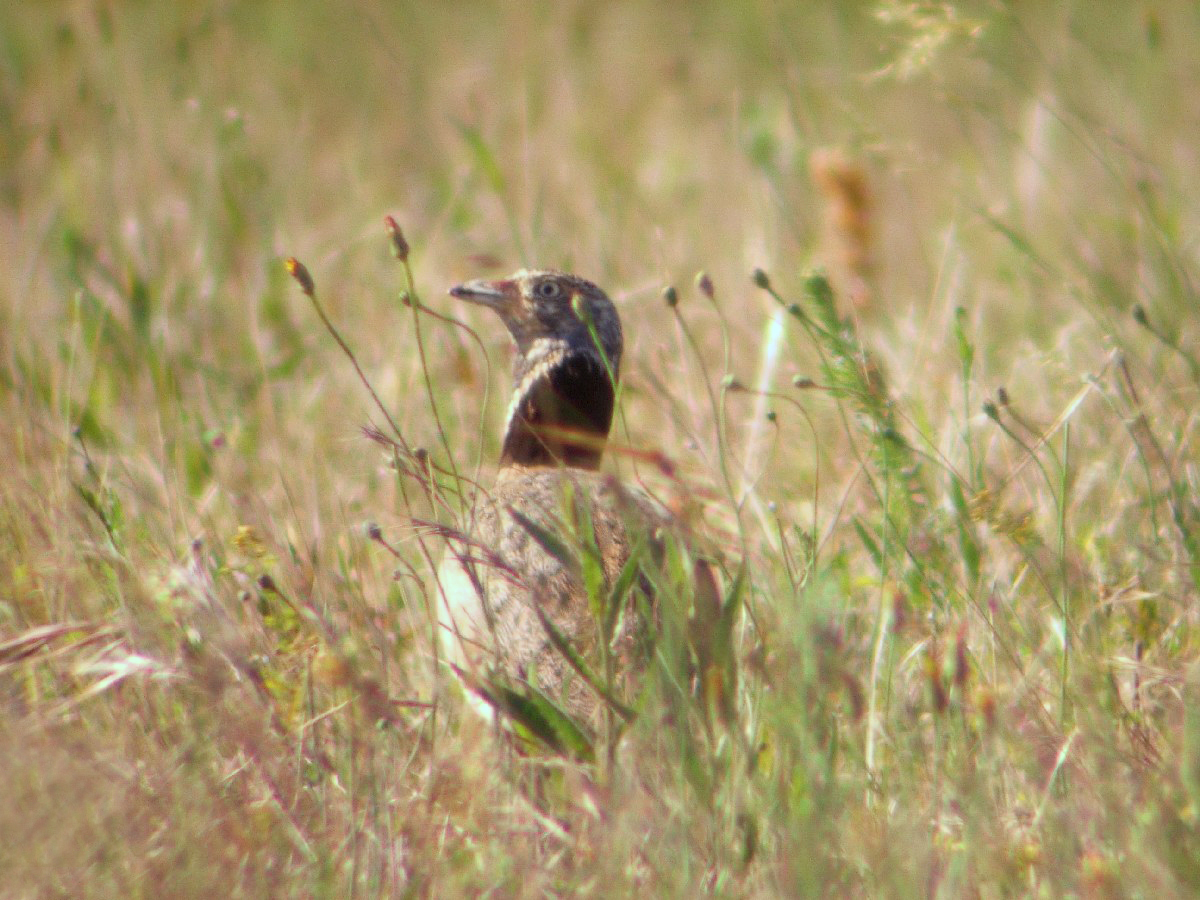
Sisón, especie observable en La Janda.

La laguna de La Janda era una gran laguna —hoy desecada— que se situaba entre los términos municipales de Vejer de la Frontera, Benalup-Casas Viejas y Tarifa (provincia de Cádiz) en España. Fue un auténtico paraíso para las aves migratorias.
Fue uno de los mayores humedales de agua dulce de la península ibérica y un punto de parada crucial para aves migratorias entre Europa y África. Alimentada por varios ríos y crecidas estacionales, La Janda abarcaba miles de hectáreas antes de ser drenada a mediados del siglo XX bajo el régimen franquista para convertirla en tierras de cultivo.
Este drenaje provocó una grave pérdida de biodiversidad y transformó el humedal en grandes fincas agrícolas. En las últimas décadas, La Janda ha sido objeto de debate sobre su posible restauración ecológica.

## Historia
La Janda ocupaba una amplia depresión tectónica al norte del Estrecho de Gibraltar, entre los municipios de Vejer de la Frontera, Benalup-Casas Viejas, Barbate y Tarifa. Su laguna principal (Laguna de la Janda) tenía unos 12 km de largo y hasta 7 km de ancho, con otras lagunas adyacentes como Jandilla, Rehuelga y Espartinas. Recibía aportes de los ríos Barbate, Celemín y Almodóvar, así como de arroyos estacionales. En invierno y primavera, la depresión se inundaba por completo, formando una gran lámina de agua que en verano retrocedía, dejando lodazales y un charco residual llamado Charco de los Ánsares.
Desde tiempos prehistóricos, la zona tuvo relevancia ecológica y cultural. Pinturas rupestres del Neolítico en el Tajo de las Figuras representan aves del humedal como grullas, flamencos y cisnes. Naturalistas del siglo XVIII y XIX elogiaron su fauna, y su localización estratégica cerca del Estrecho lo convertía en un punto de parada obligado para millones de aves migratorias.

## Situación actual
En la actualidad es una depresión de origen tectónico situada al norte de la carretera N-340 (E-5) entre Vejer de la Frontera y Tahivilla, punto kilométrico 55. Con la contribución, entre otros, de los ríos Barbate y Celemín por el norte y Almodóvar por el sur se mantenían unos humedales de unas 4000 ha. Esos humedales en época lluviosa pudieron llegar a tener 50 km² de extensión, variable y estacional y de escasa profundidad que en la época seca se disgregaban en una sucesión de lagunas y charcos.
Una sentencia del Tribunal Supremo de 1967 reconoció que más de 6.000 ha del antiguo lago eran dominio público hidráulico. Sin embargo, este estatus legal nunca se hizo efectivo sobre el terreno. Fincas continuaron operando la zona como propiedades privadas.

## Modificaciones
Continuando un proyecto anterior, en los años 1940 y 1950, se realizaron por el Instituto de Reforma Agraria, el embalsamiento de las aguas del río Barbate y del río Celemín y canalización con colectores y el asentamiento del poblado de Tahivilla. En la década de 1960, el humedal prácticamente había desaparecido.
Aún después de la desecación, en los lluviosos años 1989, 1995 y 1996 se ha vuelto en parte a inundar durante algunos días dejando entrever la reversibilidad de los humedales
La estratégica situación de la laguna de La Janda, en el extremo meridional de Europa y a poca distancia del continente africano hacía del paraje un paraíso de enorme interés ecológico por ser lugar obligado de descanso al paso a través del estrecho de Gibraltar de las múltiples especies de aves migratorias.

## Naturaleza
La desaparición del humedal provocó una pérdida dramática de biodiversidad. Antes del drenaje, La Janda albergaba especies reproductoras como la grulla común (Grus grus), el avetoro (Botaurus stellaris), y la avutarda (Otis tarda). Grandes colonias de espátulas, garzas y otras aves acuáticas se extinguieron localmente tras el drenaje.
La zona también era un punto clave en la ruta migratoria del Estrecho de Gibraltar. La pérdida de este refugio obligó a las aves a desviarse o depender de humedales menores. Aunque hoy en día miles de grullas y otras aves todavía invernan en la zona, lo hacen aprovechando canales y arrozales. La riqueza biológica actual es solo un reflejo de lo que fue.
Recientemente se ha introducido en ella una colonia reproductora de ibis eremita.
Debido a las intensas lluvias del invierno de 2025, regresaron a la región los flamencos, que no habían aparecido durante años.